# Ratero (cómic)
El Ratero es un personaje ficticio que aparece en los cómics estadounidenses publicados por Marvel Comics. El personaje quedó sin nombre en la mayoría de sus apariciones. Él es más conocido como el primer criminal enfrentado por Spider-Man, y como el asesino del tío y figura paterna del héroe, Ben Parker. El ladrón apareció por primera vez en Amazing Fantasy # 15 (agosto de 1962), haciéndolo directamente responsable de la muerte de Ben Parker y del giro de Spider-Man a los superhéroes.

## Nombre
El nombre del Ratero nunca fue revelado en los cómics. Estaba completamente sin nombre en Amazing Fantasy #15, y fue sólo en 1996, 15 años después de su segunda y última en los cómics, y la introducción de su distanciada hija Jessica, que surgió la posibilidad de que él podría compartir su apellido Carradine. Sin embargo, sigue sin confirmar si este es el apellido del Ratero, como su hija puede estar usando el apellido de soltera de su madre, o la de sus padres adoptivos. 
El nombre de Carradine también apareció en una lista de rateros conocidos en la serie de Marvel Ultimate Spider-Man, pero aún no ha sido formalmente vinculado al personaje Ratero en la continuidad Ultimate Marvel. En la primera película de Spider-Man, el Ratero es sustituido por un ladrón de coches, conocido sólo como Roba-coches en los créditos de la película. En la película Spider-Man 3, el Capitán Stacy reveló que el nombre completo del asaltante era Dennis Carradine, aunque esto no significa necesariamente que el nombre completo canónico en la continuidad del cómic. En el videojuego de Spider-Man sobre la base de la primera película, es llamado Spike.

## Historial de publicaciones
El Ratero apareció por primera vez en Amazing Fantasy # 15 (agosto de 1962).
Después de la primera aparición única del Ratero, ha habido múltiples sucesores de la identidad del Ratero. En Marvel Comics Presents # 49-50 (mayo de 1990), Spider-Man lucha contra un hombre que se describe explícitamente con el mismo atuendo que el Ratero que le disparó al tío Ben. En un momento el hombre afirma crípticamente: "Le debo a [Spider-Man] lo que le hizo a mi hermano". En Spider-Man # 26 (septiembre de 1992), Spider-Man se encuentra con otro hombre en la vestimenta del Ratero, menos la pistola. Está muy implícito que el tío materno de este Ratero fue el ladrón original.

## Biografía del personaje ficticio
Se conoce poco de la historia temprana del Ratero, pero se menciona que incluso en sus años más jóvenes fue un criminal. Atrapado en algún momento de su vida, el Ratero se convirtió en el compañero de celda de un viejo gánster llamado Dutch Mallone. El Ratero se enteró por los holandeses, que hablaban mientras dormía, sobre una gran posesión de dinero que el viejo gánster había escondido en una casa suburbana, que el Ratero planeó y planeó obtener (irónicamente, como descubrieron accidentalmente el Tío Ben y la Tía May de Peter Parker), la posesión había sido devorada por un pececillo de plata.
Queriendo saber la ubicación de la casa donde estaba el alijo de Mallone, el Ratero con éxito roba un canal de televisión para obtener información. Peter Parker, quien se había convertido en una pequeña celebridad como Spider-Man, no se molestó en detenerlo a pesar de tener la oportunidad de hacerlo. Al enterarse de que la casa donde estaba el dinero de Mallone era la casa Parker, el Ratero entra buscando el dinero, matando a Ben Parker (tío de Peter) cuando trata de interferir. Huyendo de la escena, el Ratero es perseguido por la policía a un almacén donde Spider-Man, con ganas de vengar la muerte de su tío Ben, ataca y noquea al Ratero. Es entonces cuando Spider-Man se da cuenta de que el hombre es el ladrón que había encontrado antes en la estación de televisión. El Ratero es dejado después para ser capturado por las autoridades por Spider-Man, que, dándose cuenta de que podría haber evitado la muerte de Ben por el simple comportamiento humanitario en el encuentro anterior, decidió utilizar sus poderes de manera más responsable, nunca más haciendo caso omiso de un crimen si pudiera ayudar a ello.
Años más tarde, el Ratero, habiendo cumplido su tiempo en prisión, es puesto en libertad, a pesar de ser considerado mentalmente inestable por los psiquiatras. Aún buscando el tesoro de Mallone, el Ratero alquila la antigua casa Parker, y después de destrozarla y no encontrar nada, en cambio decide interrogar a la viuda de Ben Parker, May Parker, que ahora reside en un asilo de ancianos. El Ratero se asocia con el dueño y cabeza del hogar de ancianos, el doctor Ludwig Rinehart, quien es en realidad el supervillano Mysterio. Los dos toman de rehén a May y fingen su muerte. La asociación más tarde se deteriora y los dos delincuentes se vuelven el uno en contra del otro, con Rinehart revelando su verdadera naturaleza antes de golpear y encarcelar al Ratero. Escapando de Mysterio, el Ratero se retira al almacén donde fue capturado por primera vez por Spider-Man, y donde ha mantenido cautiva a May Parker. Spider-Man sigue las pistas y enfrenta al Ratero, a quien le revela su verdadera identidad como el sobrino de Ben Parker. Convencido de que Spider-Man está a punto de matarlo en venganza por el asesinato de Ben, el Ratero sufre un miedo inducido por un ataque al corazón y muere.
El Ratero tuvo una hija llamada Jessica Carradine, una fotógrafa que tiene una breve relación con el clon de Spider-Man, Ben Reilly. Ella cree que el asesinato que cometió su padre fue un accidente, que el arma con la que dispararon a Ben Parker era suya, que se disparó por accidente durante una pelea, y que Spider-Man lo había asesinado para evitar que revelara la verdad sobre su "inocencia." Después de enterarse de que Ben Reilly es Spider-Man, primero amenaza con exponerlo con una fotografía que le tomó sin máscara. Después de haber visto a Ben arriesgar su vida para salvar a personas inocentes en un rascacielos en llamas, Jessica decide no hacerlo y le da la fotografía. Más tarde visita la tumba de Ben Parker para disculparse por su pobre percepción previa de él.
También se ha insinuado que él tiene un hermano y un sobrino también.

## Otras versiones

### Ultimate
En Ultimate Spider-Man, una reinvención del mito de Spider-Man, la historia del origen de Amazing Fantasy #15 es reinterpretada a lo largo de siete números. La muerte de Ben Parker a manos del Ratero no se produce hasta Ultimate Spider-Man #4. El nombre "Carradine" aparece en una lista de "rateros conocidos", pero nada más se dice al respecto; no está claro si Carradine es en realidad el Ratero que mató a tío Ben en este universo, o es simplemente otro criminal. El personaje Ratero reaparece en la edición # 35, pero su aspecto ha cambiado drásticamente. Spider-Man tiene una copia de la licencia de conducir del Ratero, pero el nombre se oculta siempre para no ser visto por los lectores. Esto se hizo intencionalmente por los artistas.
El hombre llamado Carradine también se cree en Ultimate Spider-Man # 8 que es parte de los Enforcers que trabajan para el Kingpin.

### What If...?
Diferentes versiones alternativas del Ratero aparecen a lo largo de la línea de cómics What If...?, con mayor frecuencia en las historias que tratan con el origen de Spider-Man vuelto a ser imaginado:
- Un problema vio a Betty Brant (aquí Spider-Girl después de que la araña radioactiva la mordió) no pudo detener al Ratero, retirándose de su carrera y permitiendo que Peter duplicara sintéticamente sus poderes.[10]
- En un problema en el que Peter Parker está paralizado por la picadura de la araña, adquiere los poderes de Nova y regresa a casa para visitar a Ben Parker justo cuando llega el Ratero. El intento del Ratero de dispararle a Peter resulta en la bala rebotando en su pecho y matando al Ratero, lo que lleva a Peter a abandonar su disfraz por culpa de su papel en la muerte, incluso si se reconoce como un accidente.[11]
- Un problema presenta a Spider-Man deteniendo al ladrón simplemente por la publicidad. En este caso, Spidey destruyó la vida de J. Jonah Jameson al vincular a Frederick Foswell con él sin saber que J. Jonah Jameson no tenía idea de la doble vida de Frederick Foswell como Big Man.[12]
- Un problema presenta a Peter arrojando al Ratero por una ventana y matándolo después de que el Ratero matara a May. Ben tiene la culpa de que el crimen perdone a su sobrino.[13]
- Un problema presenta a Peter luchando contra el ladrón donde Spider-Man lo mata accidentalmente. Después de no poder resucitarlo, Spider-Man huye.[14]

### Spider-Verse
Durante el Spider-Verse, Spider-Man y Spider-Man Noir de seis brazos visitan un mundo donde Peter tuvo una reacción alérgica a la picadura de la araña y quedó en coma. Debido a esto, el Ratero nunca mató a nadie cuando irrumpió en la casa de Parker mientras Ben y May visitaban a Peter en el hospital.

### Chapter One
En esta versión, el Ratero cree que Spider-Man era un ratero compañero que también buscaba el tesoro Parker también. Enfrentándolo, le ofrece una alianza con el lanzarredes pero en vez de eso es golpeado y encerrado en la cárcel.

## En otros medios

### Televisión
El Ratero ha aparecido en casi todos los dibujos animados de Spider-Man que hay. En la mayoría del tiempo está en flashbacks.
- El Ratero apareció en la serie de 1967 Spider-Man, en el episodio "El origen de Spider-Man". En esta versión, al enfrentarse al Ratero, Spider-Man lo noquea y lo deja para la policía.
- El Ratero apareció en un flashback en la serie de 1981 Spider-Man episodio "Arsénico y Tía May". También está demostrado que su hermano fue detenido recientemente por Spider-Man y terminó como compañero de celda del Camaleón.
- El Ratero apareció en un flashback en la serie Spider-Man and His Amazing Friends, en el episodio "La hora de Spidey".
- El Ratero apareció en flashback en Spider-Man: The Animated Series episodio "La amenaza de Mysterio", y se repite entre cualquier otro episodio poco después. Allí, se le muestra robando la arena de lucha libre en la que estaba Spider-Man antes de comenzar a luchar contra el crimen. Spider-Man no quería detenerlo ya que no era policía. Algún tiempo después, Peter Parker llegó a casa y encontró a la policía afuera de su casa. Cuando entra, la tía May está siendo consolada cuando un oficial de policía le dice que su casa fue robada y su tío Ben intentó detenerlo solo para descubrir que el hombre estaba armado. Al saber que la persona responsable fue perseguida hasta el almacén abandonado, Spider-Man atrapa al culpable y lo desenmascara como el hombre que robó la arena. Spider-Man lo dejó conectado por la policía.
- El Ratero aparece en la introducción del tema de Spider-Man Unlimited, donde la introducción muestra a Spider-Man dejándolo escapar y luego muestra a Spider-Man atrapando al criminal después de la muerte del tío Ben.
- El Ratero apareció en un flashback en The Spectacular Spider-Man episodio "Intervención" con sus gruñidos hechos por Jim Cummings en la primera aparición y con la voz de James Remar en la segunda aparición. Esta versión es una amalgama de Walter Hardy y el Ratero que mató a Ben de los cómics. En un flashback al que accede el simbionte, se le muestra robando a Sullivan Edwards. En lugar de detenerlo, Spider-Man lo deja escapar en el ascensor como venganza contra Sullivan Edwards por no pagarle. Usando sus poderes de araña para ayudarlo a llegar a casa, abrió la puerta a una tía May que lloraba. Peter corrió para consolarla y preguntarle qué pasó. Luego le dice que el tío Ben fue asesinado por un ladrón que irrumpió en su casa en busca de dinero y robó el auto de Ben. Peter está furioso con esto y busca venganza, por lo que persigue al criminal como Spider-Man y lo confronta en un antiguo almacén. Spider-Man desenmascara al ladrón solo para descubrir que era el mismo hombre al que dejó escapar antes. Cuando el ladrón retrocede, se cae por la ventana solo para que Spider-Man lo salve con sus redes mientras lo deja para la policía. En "Opening Night", su identidad como el padre de Black Cat se revela a Spider-Man. Black Cat viene a sacarlo de la Bóveda mientras Spider-Man se ofrece como voluntario para probar una celda de máxima seguridad. Durante el clímax del episodio, le explica a Felicia (y Spider-Man) su orgullo de no lastimar a nadie durante sus robos, ni siquiera llevar un arma hasta que envejezca y sea más lento y tenga menos confianza en sus propias habilidades. Hardy reconoce su error al quitarle la vida a Ben Parker y cree que debe pagarlo. Permaneciendo atrás mientras los demás escapan, Hardy activa el gas de extracción de la prisión para someter a los presos escapados (y a sí mismo) en la Bóveda.
- El Ratero apareció en flashbacks en los episodios de Ultimate Spider-Man, "Un Gran Poder" y "Kraven el Cazador". En esta versión, Spider-Man lo acorrala en una calle después de la muerte del tío Ben. Sin embargo, no acaba con el Ratero. Como todas las versiones anteriores, Spider-Man lo enreda y lo deja para la policía. Este momento se muestra en un flashback jugado en "Kraven el Cazador", en el que Spider-Man compartió con White Tiger una parte de su historia cuando Ava fue cegada por la venganza de Kraven por asesinar a su padre Héctor.
- El Ratero aparece en Spider-Man, con la voz de Benjamin Diskin.[17] Es visto como parte de una serie de cortos que cuentan los orígenes de Spider-Man. En esta versión, en lugar de que Peter se negara egoístamente a detener al Ratero en la carrera, Peter dudó porque todavía estaba tratando de entender sus poderes antes de su pelea con Bonesaw McGee. Cuando Peter Parker como Spider-Man alcanzó al Ratero en un almacén abandonado, atacó al Ratero y lo reconoció. Después de liberarse del agarre de Spider-Man, el Ratero salió corriendo del almacén y se entregó a la policía que estaba esperando afuera. Luego fue sentenciado a 25 años a cadena perpetua.

### Películas
- Trilogía de Sam Raimi:
  - En la película de 2002, Spider-Man, el ladrón (acreditado como "Ladrón de coches") es el antagonista secundario interpretado por Michael Papajohn. Peter es engañado por su dinero en un ring de lucha libre por un promotor de peleas. Justo cuando Peter se va, el ladrón de autos entra y roba el dinero del promotor. Queriendo vengarse, Peter lo deja ir a pesar de tener la oportunidad de detenerlo. Más tarde, Peter persigue al hombre sospechoso de haber matado al tío Ben mientras intentaba robar su automóvil. Peter lo persigue y lo confronta, y rápidamente reconoce quién es, después de lo cual el Ladrón de coches intenta dispararle, pero luego tropieza y cae a su muerte.
  - En Spider-Man 2 (2004), el criminal fue mencionado cuando May expresa que ella siente que ha causado la muerte de Ben, sin embargo esto obliga a Peter a decirle que él dejó escapar al criminal causando la muerte de Ben. Aunque la tía May es shockeada por esto, ella elogia a Peter por decir la verdad.
  - En Spider-Man 3 (2007), se revela que el asaltante, ahora identificado como "Dennis Carradine" (en la primera quién ha muerto), no es responsable de la muerte de Ben Parker, como se supone. El verdadero asesino es Flint Marko, (quien más tarde se convierte en el Hombre de Arena). Hubo dos testigos que vieron toda la escena. Peter comienza a sentir simpatía por Carradine, imaginando una escena en la que Carradine intenta en vano evitar que Marko mate a Ben. Se lo ve en flashbacks durante la transformación de Spider-Man por el simbionte de Peter dormido. Sin embargo, después del clímax de la película, Marko le confiesa a Peter que lo que sucedió fue que le disparó a Ben por accidente, cuando Carradine lo distrajo mientras intentaba entrar al auto. Carradine, que no prestó atención al asesinato, robó el auto y dejó a Marko atrás para que cayera. Sin embargo, Marko escapó, y fue Carradine quien murió por el crimen que cometió Marko. Marko también le confiesa a Peter que solo quería el automóvil en su desesperación por el dinero que él y Carradine robaron para salvar a su enfermiza hija. Al comprender la importancia del perdón sobre la venganza, Peter perdona a Marko y le permite irse.
- En The Amazing Spider-Man (2012), un hombre (interpretado por Leif Gantvoort y acreditado como "Ladrón de Caja Registradora"), es un personaje secundario. En esta película, no tiene líneas para hablar. Él distrae a un empleado de la tienda de delicatessen después de que se niega a dejar que Peter se compre una botella de leche con chocolate y robe dinero de la caja. El ladrón le arroja la leche a Peter al salir y Peter lo deja escapar a pesar de tener la oportunidad de detenerlo. Mientras corre por la calle, el ladrón tropieza frente a Ben (que estaba buscando a su sobrino) y una pistola se le cae de la chaqueta. Ben intenta agarrarlo, pero una breve lucha resulta en que Ben sea asesinado y el ladrón escape. Peter se apresura hacia el cuerpo de Ben y grita. Después de obtener un boceto policial y de George Stacy se entera de que el asesino tenía un tatuaje de una estrella en su muñeca izquierda, Peter se da cuenta de que fue el ladrón al que soltó. Durante las próximas semanas, Peter diseña y construye tiradores web y el traje de Spider-Man. Luego escucha los informes de delitos y sigue cualquiera que alude al ladrón, localizando y deteniendo a muchos delincuentes que se ajustan a la descripción. Sin embargo, ninguno de ellos tiene un tatuaje de estrella en la muñeca y Stacy indica en una conversación que los intentos de Peter de atrapar al hombre atrapando a personas al azar están causando más daño que bien. Al final de la película, el póster buscado de él se ve en el tablón de anuncios de Peter; el ladrón sigue en libertad y aún no se ha encontrado.

### Videojuegos
- El Ratero, es el primer jefe en el videojuego Spider-Man (basado en la película de 2002), con la voz de Dan Gilvezan. En esta versión de la historia, Dennis Carradine se conoce con el alias "Spike" y es el líder de la pandilla local de Skulls. Deseando vengarse por la muerte de su tío, Spider-Man persigue a Spike hasta el escondite de su almacén y lucha a través de los otros Skulls para tener la oportunidad de confrontarlo personalmente. Spike empuña una escopeta aserrada como su arma principal y también usa granadas de flashbang que pueden cegar temporalmente a Spider-Man. Después de que Peter lo golpea, un aterrorizado Spike tropieza y cae por una ventana a su muerte de una manera similar a la película.
- El Ratero ("Ladrón de caja registradora") aparece en el primer capítulo de The Amazing Spider-Man 2 con la voz de Chris Edgerly. Es el hombre del tatuaje en su muñeca, quién mató al tío Ben de Peter como Spider-Man (basado en la película del 2012). Herman Schultz lo identificó como Dennis Carradine, un matón de bajo nivel que ha estado vendiendo armamento avanzado a pandillas. Spider-Man rastrea a Carradine, que secuestra un automóvil y toma al conductor como rehén. Después de que Spider-Man rescata al rehén, Carradine choca el auto y es asesinado por un asesino invisible poco antes de que Spider-Man encuentre su cadáver en un callejón. Posteriormente, los agentes de policía identifican al asesino del ladrón como "Carnage Killer".